# Antiguraleus fenestratus
Antiguraleus fenestratus é uma espécie de gastrópode do gênero Antiguraleus, pertencente a família Mangeliidae.